# Åtta fänikorna

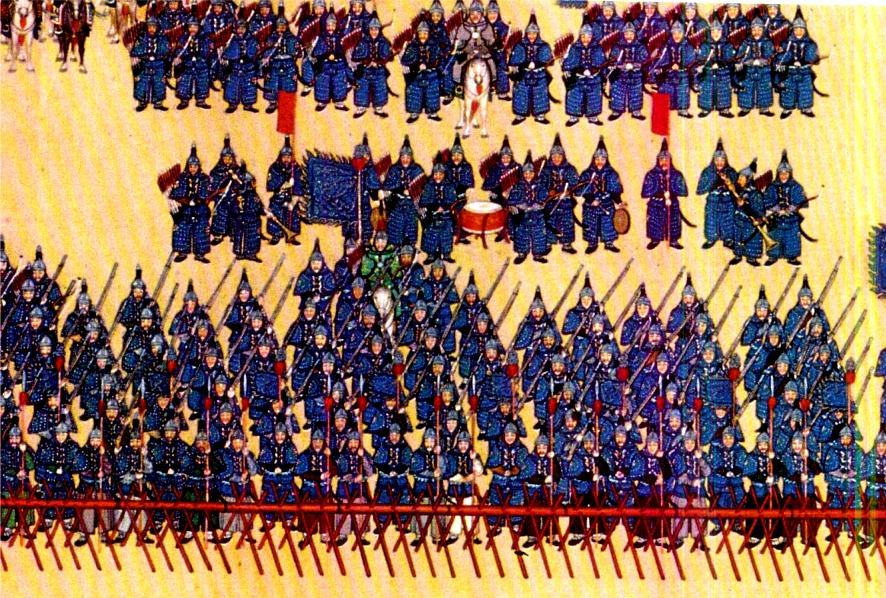

De Åtta fänikorna (八旗), även kända som de Åtta baneren, var en administrativ indelning i det militära system som alla manchuer var inordnade i under Qingdynastin. Systemet skapades av Nurhaci i början på 1600-talet och med tiden tillkom även hankineser, mongoler och andra folkslag i systemet.
| Fana | Svenska                | Manchuiska              | Kinesiska           |
| ---- | ---------------------- | ----------------------- | ------------------- |
|      | Den rena gula fanan    | Gulu suwayan i gūsa     | 正黃旗 Zhenghuangqi |
|      | Den kantade gula fanan | Kubuhe suwayan i gūsa   | 鑲黃旗 Xianghuangqi |
|      | Den rena vita fanan    | Gulu šanggiyan i gūsa   | 正白旗 Zhengbaiqi   |
|      | Den kantade vita fanan | Kubuhe šanggiyan i gūsa | 鑲白旗 Xiangbaiqi   |
|      | Den rena röda fanan    | Gulu fulgiyan i gūsa    | 正紅旗 Zhenghongqi  |
|      | Den kantade röda fanan | Kubuhe fulgiyan i gūsa  | 鑲紅旗 Xianghongqi  |
|      | Den rena blåa fanan    | Gulu lamun i gūsa       | 正藍旗 Zhenglanqi   |
|      | Den kantade blåa fanan | Kubuhe lamun i gūsa     | 鑲藍旗 Xianglanqi   |